# Terres de surséance
- Bourgogne
- Franche-Comté
- Champagne

Carte de l'actuelle Haute-Saône, montrant les enclaves qui existaient encore sur son territoire au XVIIIe siècle.
Bourgogne
Franche-Comté
Champagne
Montbéliard
Duché de Bar

Les Vosges et les enclaves étrangères qui occupaient son territoire en 1704 :
Duché de Lorraine
Duché de Bar
Les Trois-Évêchés
Champagne
Principauté de Salm
Franche-Comté

Le duché de Bar dans ses limites du XVIIIe siècle et les communes et départements actuels.

On appelle terres de surséance les territoires situés à la frontière des départements des actuels départements de la Haute-Saône, Haute-Marne et des Vosges, convoités entre 1435 et 1704, par le comté de Bourgogne, la Champagne, le duché de Bar et le duché de Lorraine,. Les terres de surséances étaient majoritairement situées en Franche-Comté dans le bailliage d'Amont et comprenaient principalement les localités de Saint-Loup-sur-Semouse, Fougerolles, le Val d'Ajol, Vauvillers, Bains lès Bains et Monthureux-sur-Saône. Néanmoins, les conflits n’étaient pas seulement entre la Franche-Comté et les trois autres protagonistes, mais aussi entre la Champagne, la Lorraine et le Barrois au territoire très décousu.
Si le problème de la surséance est très officiellement réglé lors du traité de Besançon de 1704, officieusement, ses problèmes vont perdurer jusqu'en 1790 où la création des départements règle définitivement la question.

## Les protagonistes
| Le comté de Bourgogne Terre du Saint-Empire jusqu'en 1676 puis royaume de France | Le duché de Lorraine Terre du Saint-Empire jusqu'en 1766 | La Champagne Terre du royaume de France | Le duché de Bar Terre du Saint-Empire jusqu'en 1766 |

## Secteur
Elle concerne toute la partie nord du Bailliage d'Amont, correspondant approximativement la Haute-Saône d'aujourd'hui, la partie sud ouest des Vosges et l'extrême est de la Haute-Marne. Elle s'étend plus précisément de Villars Saint Marcellin à l'ouest à Château-Lambert à l'est de manière discontinue. Sa largeur varie, au plus large cette zone s'étend de Dampirerre les Conflans (au sud) La Haye (au nord); certains villages sont même parfois situés hors de zone, comme Conflandey ou Conflans sur Lanterne

## Histoire

### Origines et premières tentatives de règlement
Les premières querelles concernant ces territoires, remontent à 1435 entre les états bourguignons et le duché de Lorraine.. En 1454, Jonvelle et Conflandey sont placées en surséance, convoitées par la Champagne et le comté de Bourgogne. En 1501 est organisée une première tentative de règlement, mais celle-ci devant devant sa complexité est remise à plus tard. En effet les intérêts seigneuriaux sont puissants et complexes, de nombreux villages étaient des co-seigneuries. En 1508, après enquêtes et rencontres diverses, la controverse ne peut être tranchée. Les deux puissances décident donc de surseoir à un règlement définitif du litige.
En 1614, le traité de Fontenoy-le-Château partage les territoires disputés : Fontenoy-la-Coste, Montmotier, Le Magny, Trémonzey, Monthureux-sur-Saône sont reconnus au duché de Lorraine, alors que Fougerolles est attribué au comté de Bourgogne. Mais le traité n'est pas reconnu dans les faits et la controverse continue. En août 1616 , la situation crée des tensions et des violences dans le village de Martinvelle.
En 1666, le parlement de Dole ordonne une nouvelle enquête et l'envoi de représentants au duché de Bar, sans plus de résultats.
Après le rattachement de la Franche-Comté à la France, le flou persiste sur ces territoires, notamment à propos de Fougerolles et du Val-d'Ajol.

### Le Traité de Besançon de 1704
Le 25 août 1704, Louis de Bernage, conseiller du roi de France, intendant de justice, de police et des finances du comté de Bourgogne et Charles Sarrazin, conseiller du duc de Lorraine parviennent au partage suivant : la Lorraine cède à la France ses prétentions sur Fougerolles et ses dépendances, sur Fresnes-sur-Apance, Alaincourt, Corre, Bousseraucourt, Montdoré, Saint-Loup, Francalmont, Aillevillers, Jasney, Cuve, Plainemont, Bouligney, Mailleroncourt-Saint-Pancras, Magnoncourt, Fontaine, Fleurey, La Basse-Vaivre et Corbenay ;
En échange, le roi, en tant que comte de Bourgogne, abandonne au duc de Lorraine ses droits sur Fontenoy-le-Château, Le Mesnil, Tremonzey, Montmôtier, Fontenoy-la-Ville, Monthureux-sur-Saône, Ruaux, Ameuvelle, Lironcourt, Grignoncourt, Vougécourt, Blondefontaine, Longchamp, Ramonchamp et le Val d’Ajol.
Ce n'est donc qu'avec le traité de Besançon signé le 15 septembre 1704 entre Louis XIV et duc Léopold de Lorraine qu'est fixée la frontière. Fougerolles est ainsi attribué à la France et le Val-d'Ajol au duché de Lorraine.

### Evolution depuis 1704

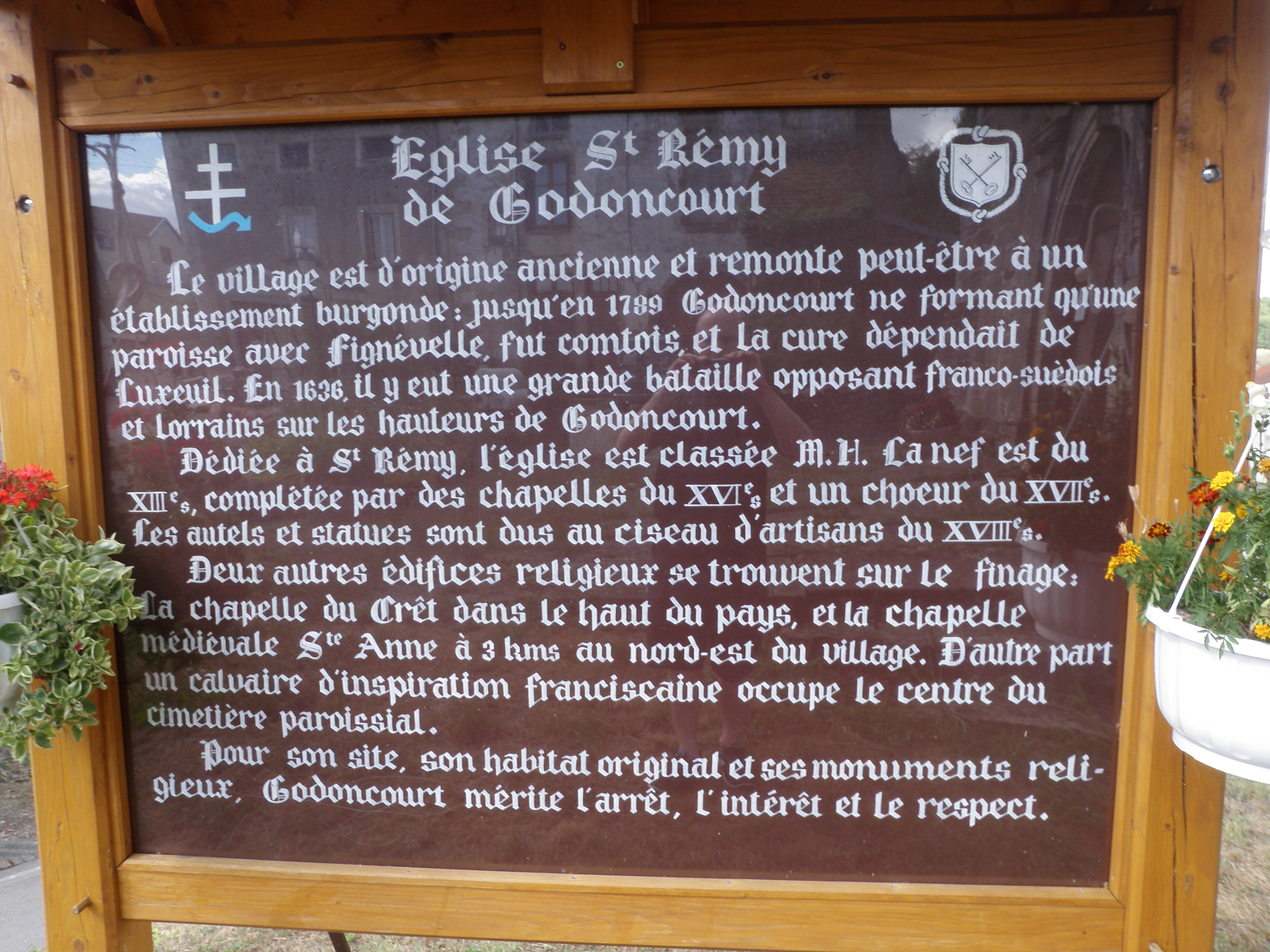
Panneau explicatif de l'histoire locale, dans le village de Gondoncourt

Malgré les avancées du traités, le problème n’est pas complètement réglé puisque des enclaves subsistent : Blondefontaine, Melay, Lironcourt et Grignoncourt, en plein comté de Bourgogne, dépendent du Barrois alors que Fresnes-sur-Apance, Godoncourt et Fignévelle, enclavés dans le Barrois, dépendent du comté de Bourgogne. Ces enclaves suscitent alors de nombreux problèmes dont des fraudes et de la contrebande, que les autorités ne parviennent pas à stopper.
Il faut attendre la Révolution française et la création des départements, pour que le sort de ces communes soient définitivement tranchées. A cette occasion les vieilles querelles refont surface: Lorraine, Champagne et Franche-Comté se disputent à nouveau des villages. Parfois très arbitrairement, la limite entre les trois départements est fixée cette fois pour de bon. Cet événement règle alors définitivement la question de la surséance et ses conséquences.
Aujourd'hui, la question des délimitations ne fait plus débat, mais certains villages, comme Châtillon-sur-Saône, Melay, Hautevelle, Fontenoy-le-Château où Godoncourt, perpétuent le souvenir de leur ancienne appartenance.

## Liste des communes actuelles qui furent terres de surséances
| Commune                       | Localisation actuelle | Revendiqué par                       |
| ----------------------------- | --------------------- | ------------------------------------ |
| Jonvelle                      | Haute-Saône           | Franche-Comté et Champagne           |
| Conflandey                    | Haute-Saône           | Franche-Comté et Champagne           |
| Melay                         | Haute-Marne           | Franche-Comté, Barrois et Champagne  |
| Villars-Saint-Marcellin       | Haute-Marne           | Franche-Comté et Champagne           |
| Dampierre-lès-Conflans        | Haute-Saône           | Franche-Comté, Barrois et Lorraine   |
| Conflans-sur-Lanterne         | Haute-Saône           | Franche-Comté, Barrois et Lorraine   |
| Raincourt                     | Haute-Saône           | Franche-Comté et Lorraine            |
| Enfonvelle                    | Haute-Marne           | Franche-Comté, Barrois et Lorraine   |
| Châtillon-sur-Saône           | Vosges                | Franche-Comté, Barrois et Lorraine   |
| Fignévelle                    | Vosges                | Franche-Comté, Barrois et Lorraine   |
| Fresnes-sur-Apance            | Haute-Marne           | Franche-Comté, Lorraine et Champagne |
| Alaincourt                    | Haute-Saône           | Franche-Comté et Lorraine            |
| Corre                         | Haute-Saône           | Franche-Comté et Lorraine            |
| Passavant-la-Rochère          | Haute-Saône           | Franche-Comté, Lorraine et Champagne |
| Vauvillers                    | Haute-Saône           | Franche-Comté et Lorraine            |
| Montcourt                     | Haute-Saône           | Franche-Comté et Lorraine            |
| Bousseraucourt                | Haute-Saône           | Franche-Comté, Lorraine et Champagne |
| Montdoré                      | Haute-Saône           | Franche-Comté et Lorraine            |
| Saint-Loup                    | Haute-Saône           | Franche-Comté et Lorraine            |
| Francalmon                    | Haute-Saône           | Franche-Comté et Lorraine            |
| Hautevelle                    | Haute-Saône           | Franche-Comté et Barrois             |
| Aillevillers-et-Lyaumont      | Haute-Saône           | Franche-Comté et Lorraine            |
| Jasney                        | Haute-Saône           | Franche-Comté et Lorraine            |
| Girefontaine                  | Haute-Saône           | Franche-Comté et Lorraine            |
| Cuve                          | Haute-Saône           | Franche-Comté et Lorraine            |
| Selles                        | Haute-Saône           | Franche-Comté et Lorraine            |
| Dampvalley-Saint-Pancras,     | Haute-Saône           | Franche-Comté et Lorraine            |
| Betoncourt-Saint-Pancras      | Haute-Saône           | Franche-Comté et Lorraine            |
| Ambiévillers                  | Haute-Saône           | Franche-Comté et Lorraine            |
| Bains-les-Bains               | Vosges                | Franche-Comté et Lorraine            |
| Grandrupt-de-Bains            | Vosges                | Franche-Comté et Lorraine            |
| La Haye                       | Vosges                | Franche-Comté et Lorraine            |
| Plainemont                    | Haute-Saône           | Franche-Comté, Barrois et Lorraine   |
| Bouligney                     | Haute-Saône           | Franche-Comté et Lorraine            |
| Mailleroncourt-Saint-Pancras, | Haute-Saône           | Franche-Comté et Lorraine            |
| Magnoncourt                   | Haute-Saône           | Franche-Comté et Lorraine            |
| Pont-du-Bois                  | Haute-Saône           | Franche-Comté et Lorraine            |
| Fontaine-lès-Luxeuil          | Haute-Saône           | Franche-Comté et Lorraine            |
| Fleurey-lès-Saint-Loup        | Haute-Saône           | Franche-Comté et Lorraine            |
| Demangevelle                  | Haute-Saône           | Franche-Comté et Lorraine            |
| La Basse-Vaivre               | Haute-Saône           | Franche-Comté et Lorraine            |
| Corbenay                      | Haute-Saône           | Franche-Comté et Lorraine            |
| Fontaine-lès-Luxeuil          | Haute-Saône           | Franche-Comté et Lorraine            |
| Fontenoy-le-Château           | Vosges                | Franche-Comté et Lorraine            |
| Le Mesnil                     | Vosges                | Franche-Comté et Lorraine            |
| Trémonzey                     | Vosges                | Franche-Comté et Lorraine            |
| Gruey-lès-Surance             | Vosges                | Franche-Comté et Lorraine            |
| Montmotier                    | Vosges                | Franche-Comté et Lorraine            |
| Harsault                      | Vosges                | Franche-Comté et Lorraine            |
| Hautmougey                    | Vosges                | Franche-Comté et Lorraine            |
| Fontenois-la-Ville            | Haute-Saône           | Franche-Comté et Lorraine            |
| Monthureux-sur-Saône          | Vosges                | Franche-Comté et Lorraine            |
| Ruaux                         | Vosges                | Franche-Comté et Lorraine            |
| Ameuvelle                     | Vosges                | Franche-Comté, Lorraine et Champagne |
| Lironcourt                    | Vosges                | Champagne, Barrois et Lorraine       |
| Grignoncourt                  | Vosges                | Champagne, Barrois et Lorraine       |
| Martinvelle                   | Vosges                | Franche-Comté, Lorraine et Champagne |
| Godoncourt                    | Vosges                | Franche-Comté, Barrois, et Lorraine  |
| Vougécourt                    | Haute-Saône           | Franche-Comté, Lorraine et Champagne |
| Blondefontaine                | Haute-Saône           | Franche-Comté, Barrois, et Lorraine  |
| Barges                        | Haute-Saône           | Franche-Comté et Barrois             |
| Longchamp                     | Vosges                | Franche-Comté et Lorraine            |
| Ramonchamp                    | Haute-Saône           | Franche-Comté et Lorraine            |
| Château-Lambert               | Haute-Saône           | Franche-Comté et Lorraine            |
| Le Val d’Ajol                 | Vosges                | Franche-Comté et Lorraine            |